# (500542) 2012 US25
(500542) 2012 US25 es un asteroide perteneciente al cinturón de asteroides, descubierto el 20 de noviembre de 2007 por el equipo del Mount Lemmon Survey desde el Observatorio del Monte Lemmon, Arizona, Estados Unidos.

## Designación y nombre
Designado provisionalmente como 2012 US25.

## Características orbitales
2012 US25 está situado a una distancia media del Sol de 3,055 ua, pudiendo alejarse hasta 3,660 ua y acercarse hasta 2,451 ua. Su excentricidad es 0,197 y la inclinación orbital 9,864 grados. Emplea 1951,14 días en completar una órbita alrededor del Sol.

## Características físicas
La magnitud absoluta de 2012 US25 es 16,2. 